# 让-巴蒂斯特·拉马克
尚-巴蒂斯特·皮耶·安東尼·德莫內，拉馬克騎士（法語：Jean-Baptiste Pierre Antoine de Monet, Chevalier de Lamarck，1744年8月1日—1829年12月18日），法国博物學家、生物学家，他最先提出生物進化的學說，是演化論的倡導者和先驅，1809年发表了《动物哲学》一书，系统地阐述了他的进化理论，即通常所称的拉马克学说。书中提出了用进废退说与获得性遗传，并认为这既是生物产生变异的原因，又是适应环境的过程。儘管拉馬克的理論被推翻，後來由選擇論取代之，但他其他的生物學觀念仍是具有開創性的突破，达尔文在《物种起源》一书中曾多次引用拉马克的著作。

## 生平

### 早年生活
1744年8月1日，拉馬克生于法國巴藏坦。1761-1768年在軍隊服役，當他在里维埃拉駐屯時，對植物學發生興趣。

### 研究生涯
1778年出版了3卷集的《法國植物志》，這時，他已是一位有成就的植物學家。1768年拉馬克與他的良師讓·雅克·盧梭相識，盧梭是當時法國著名的思想家、哲學家、教育家、文學家，對拉馬克的成才起了巨大的作用。從此拉馬克花了整整26年的時間，系統地研究了植物學，在任皇家植物園標本保護人的職位期間，于1778年寫出了名著《法國全境植物志》。
後又研究動物學，1793年應聘為巴黎博物館無脊椎動物學教授，于1801年完成《無脊椎動物的系統》一書，此書中他把無脊椎動物分為10個綱，是無脊椎動物學的創始人。1809年出版了《動物學哲學》，當時他雖已65歲，但仍潛心研究並寫作，于1817年完成了《無脊椎動物自然史》。

### 晚年
拉马克晚年双眼逐渐失明。1829年12月18日，在巴黎病逝，死时家徒四壁，家人只得向学院申请救济。由于无钱购地，拉马克的女儿将其葬于蒙帕纳斯公墓的一处租期仅有五年的临时墓地。五年后，他的遗骸就同其他穷人一样被挖出，集体掩埋，自此无从查找。

## 所命名的分類
（列表可能不完整）
- 8个让-巴蒂斯特·拉马克命名的生物分类